# لويس غارسيا (ممثل)
لويس غارسيا (بالإسبانية: José Luis García Sánchez)‏ (و. 1941  م) هو ممثل، ومخرج أفلام، وكاتب سيناريو، وكاتب، ومنتج أفلام إسباني، ولد في شلمنقة.

## وصلات خارجية
- لويس غارسيا على موقع IMDb (الإنجليزية)
- لويس غارسيا على موقع ألو سيني (الفرنسية)
- لويس غارسيا على موقع أول موفي (الإنجليزية)
- لويس غارسيا على موقع قاعدة بيانات الأفلام السويدية (السويدية)
- لويس غارسيا على موقع قاعدة بيانات الفيلم (الإنجليزية)
- لويس غارسيا على موقع كينوبويسك (الروسية)